# Кеплавик
Кѐплавик, също Кефлавик (исландски Keflavik, в превод залив на плаващи дървени трупи) е пристанищен град в община Рейкянес, в Югозападна Исландия. Основан е през 16 век.
През 1994 г. Кеплавик се обединява със заобикалящите го малки населени места Нярдвик и Хапнир в община Рейкянес с население от 13 256 жители (преброяване от 1 декември 2007). Кеплавик от своя страна има 8169 жители и е най-големият град на полуостров Рейкянесскаги и шести по големина в цяла Исландия.

## Спорт
Представителният футболен отбор на града се казва ФК Кефлавик. Дългогодишен участник е в Исландската Висша лига.